# William M. Wilson
William M. Wilson, född 7 juni 1799 i Warrington, Storbritannien, död 3 april 1871 i Woolston, var en brittisk botaniker, särskilt uppmärksammad för sitt arbete inom bryologi.
Auktorsnamnet Wilson kan användas för William M. Wilson i samband med ett vetenskapligt namn inom botaniken; se Wikipediaartiklar som länkar till auktorsnamnet.